# Бьюр-авеню (линия Пелем, Ай-ар-ти)
|   |   |   |   |   |
| · | · | · | · | · |

|   |   |   |   |   |
| · | · | · | · | · |

«Бьюр-авеню» (англ. Buhre Avenue) — станция Нью-Йоркского метрополитена, расположенная на линии Пелем, Ай-ар-ти. Станция находится в Бронксе, в округе Пелем-Бей, на пересечении Уэстчестер и Бьюр-авеню. На станции останавливаются маршруты 6 (круглосуточно, кроме будней днём в пиковом направлении) и <6> (в будни днём в пиковом направлении).
Станция была открыта 24 октября 1920 года и представлена двумя боковыми платформами, обслуживающими только локальные пути. Центральный экспресс-путь не оборудован платформой и не используется для маршрутного движения поездов.